# Villaggio Pergusa
Villaggio Pergusa, ook Pergusa, is een plaats (frazione) in de Italiaanse gemeente Enna. Ten zuiden van de plaats ligt het meer van Pergusa, waarrond het racecircuit Autodromo di Pergusa is aangelegd.